# Carcharhinus macloti
Carcharhinus macloti és una espècie de peix de la família dels carcarínids i de l'ordre dels carcariniformes.

## Morfologia
Els mascles poden assolir els 110 cm de longitud total.

## Distribució geogràfica
Es troba a Kenya, Tanzània, el Pakistan, l'Índia, Sri Lanka, Mar d'Andaman, Myanmar, Vietnam, Xina, Taiwan, Hong Kong, les Filipines, Nova Guinea i el Mar d'Arafura.